# Lana Parrilla
Lana Maria Parrilla (ur. 15 lipca 1977 w Nowym Jorku) – amerykańska aktorka.
Jest pochodzenia portorykańsko-włoskiego. Córka Sama Parrilli, profesjonalnego baseballisty, który grał w drużynie Philadelphia Phillies na początku lat siedemdziesiątych. Siostrzenica aktorki Candice Azzary.
Zadebiutowała skromną rolą w filmie kinowym Tony’ego Vitale’a Bardzo wredne typki (Very Mean Men, 2000) – komedii kryminalnej, której gwiazdami byli Martin Landau, Matthew Modine i Billy Drago. Jeszcze tego samego roku wystąpiła w głównej roli, jako początkująca dziennikarka Marci Eyre, w nieudanym horrorze science-fiction Gary’ego Jonesa Pająki. W latach 2000–2001 wcielała się w jedną ze swoich bardziej znanych ról – w postać Angie Ordonez w sitcomie ABC Spin City. Łącznie wystąpiła w dziewiętnastu odcinkach serialu. W roku 2003 po raz kolejny pojawiła się przed kamerą w filmie reżyserowanym przez Tony’ego Vitale’a, w dramacie One Last Ride występując jako Antoinette. Zagrała główną bohaterkę filmu Davida-Matthew Barnesa Frozen Stars, Lisę Vasquez. W 2005 roku pojawiła się w dwunastu odcinkach serialu sensacyjnego stacji Fox 24 godziny. Jej sławę przypieczętował występ w serialu Fuks i w serialu Miami Medical.
Była nominowana do Imagen Award za występ w serialu Puls miasta (Boomtown, 2002–2003). Za rolę Triny Decker w serialu telewizyjnym Imprezowo (Swingtown, 2008) nominowano ją do ALMA Award. Wystąpiła gościnnie w serialach nowej generacji: Sześciu stopach pod ziemią w roli Maile (2004) oraz w Zagubionych jako Greta (2007). W latach 2011 do 2018 grała Złą Królową/Reginę Mills, Złą Królową (serum) i Złą Królową (Świat Życzenia) oraz Roni w serialu Dawno, dawno temu (Once Upon a Time).